# 埼玉県立秩父高等学校
埼玉県立秩父高等学校（さいたまけんりつ ちちぶこうとうがっこう）は、埼玉県秩父市上町二丁目にある全日制普通科、男女共学の公立高等学校。略称は秩高（ちちこう）。

## 概要
秩父地方唯一の普通科単独校。旧制高等女学校および旧制商業学校・中学校の流れを汲み、埼玉県立では珍しく旧制中学の後身の男子高と旧制高女の後身の女子高が合併した共学高である。近年は深刻な過疎化や少子化、近隣地域の私立高校の優勢もあり進学実績が低迷していたが、県立高校進学指導アドバンスプラン推進校として選定を受け、公立高校では県下初の進学クラスの設置を行い、近年、漸く進学実績が上昇している。特に2010年卒業生には現役で筑波大学医学群合格者も出るなど、難関大学へ合格する学生も現れ、復活の兆しが見えつつある。

## 略歴
公式サイト「百年のあゆみ」による。
（旧埼玉県立秩父女子高等学校）
- 1907年（明治40年） - 大宮町立裁縫女学校創立
- 1919年（大正8年） - 秩父町立秩父実科高等女学校
- 1930年（昭和5年） - 埼玉県立秩父高等女学校

- 1937年（昭和12年） - 秩父町立秩父商業学校創立（1940年秩父町立埼玉県秩父商業学校に名称変更）
- 1944年（昭和19年） - 太平洋戦争に伴い秩父町立埼玉県秩父工業学校に転換
- 1946年（昭和21年） - 秩父町立埼玉県秩父中学校（旧制）に転換（翌年組合立化）
- 1948年（昭和23年） - 学制改革により組合立秩父高等学校（男子校）となる

（統合後）
- 1950年（昭和25年） - 組合立秩父高等学校と県立秩父女子高等学校が統合、県立秩父高等学校となる
- 2026年 - 埼玉県立皆野高等学校と統合する（予定）。

## クラブ
運動部
- 弓道部
- 剣道部
- 柔道部
- 卓球部
- バスケットボール部（男女）
- バレーボール部（男女）
- バドミントン部（男女）
- ソフトテニス部（男女）
- 陸上競技部
- 野球部
- サッカー部
- ハイキング部

文化部
- 音楽部
- 吹奏楽部
- 箏曲部
- 書道部
- 美術部
- 科学部
- 英語部
- 茶道部
- 家庭科部
- 放送部
- 写真部
- イラスト研究会
- 将棋同好会

## 著名な卒業生
- 冠二郎（演歌歌手）
- 肥土貴美男（NHKアナウンサー）
- 新井信宏（NHKアナウンサー）
- 林家たい平（落語家）
- 黒沢翔太（プロ野球選手）
- 澤畑恵美（ソプラノ歌手、国立音楽大学教授）
- 深見梨加（声優）
- 金澤まい（声優）
- 今井美桜（アナウンサー）
- 椹木野衣（美術評論家）
- 山本与志春（学校法人青山学院第15代院長）

## 交通
- 秩父鉄道御花畑駅より徒歩10分
- 西武鉄道西武秩父駅より徒歩11分